# Loi de Hofstadter

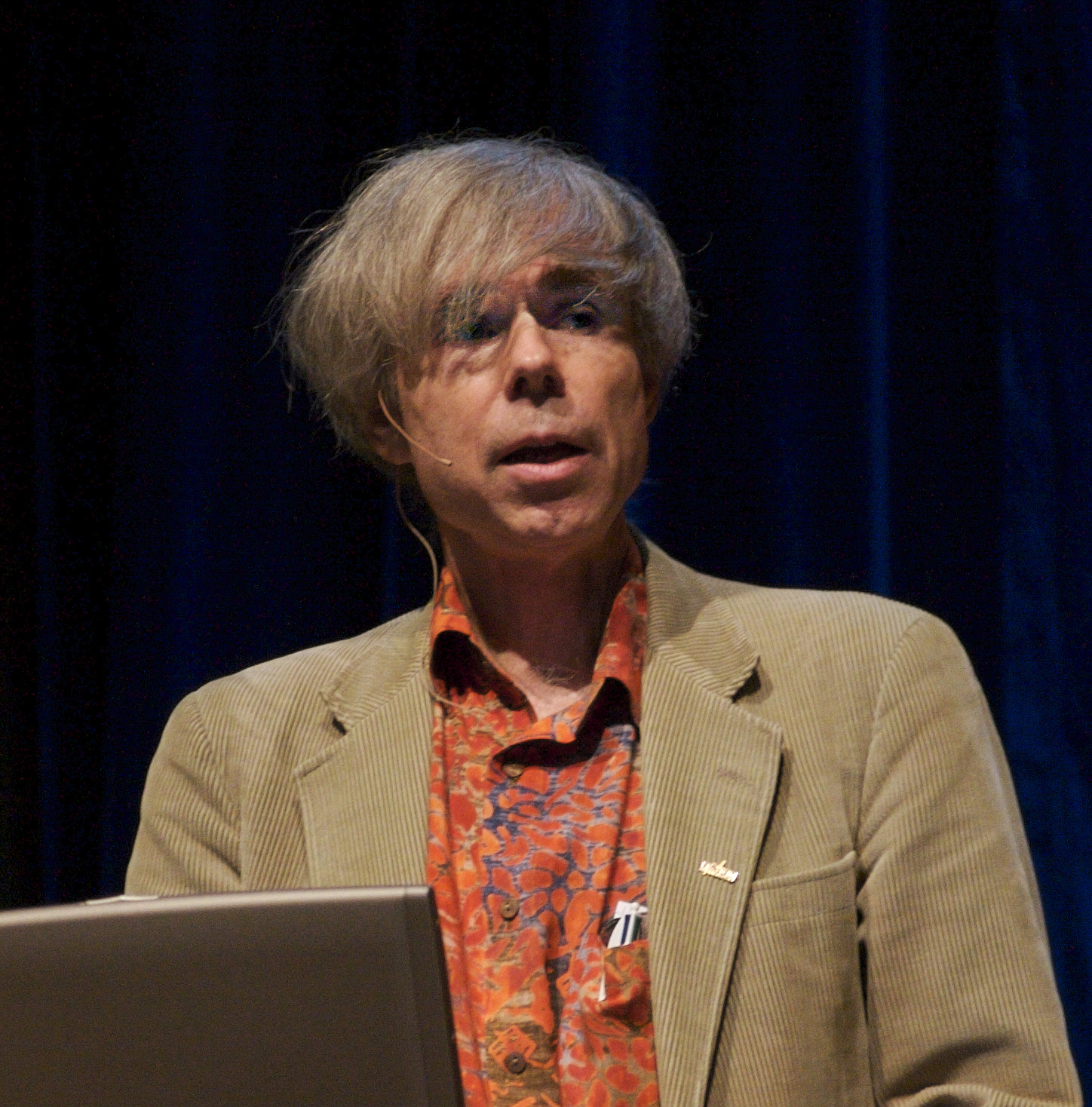
Douglas Hofstadter, scientifique et universitaire américain

La loi de Hofstadter (ou loi de glissement de planning) est une loi empirique concernant la difficulté de la planification dans le domaine de la recherche et du développement. Elle est régulièrement constatée dans le domaine du développement de logiciel.

Elle affirme : 

« Il faut toujours plus de temps que prévu, même en tenant compte de la loi de Hofstadter. »

## Origine et signification
Cette loi a été énoncée par l'universitaire américain Douglas Hofstadter dans son œuvre-phare, Gödel, Escher, Bach : Les Brins d'une Guirlande Éternelle (1979, Prix Pulitzer en 1980). Derrière une formulation facétieuse, la loi de Hofstadter rend compte d'une difficulté universelle : il est presque impossible de prévoir le temps qui sera nécessaire à l'accomplissement d'une tâche complexe. Cette impossibilité est mise en exergue par le caractère auto-référentiel de la phrase qui se cite elle-même : de ce fait, elle introduit l'imprédicativité ou « raisonnement en boucle ».
Dans le domaine du génie logiciel, la méthode d'extreme programming tente de prendre en compte la difficulté évoquée par la loi de Hofstadter.
Cette loi fut initialement introduite après une étude des programmes d'échecs. Aux débuts de l'informatique, les meilleurs joueurs battaient toujours les machines, qui, cependant, les surpassaient dans l'analyse récursive. L'intuition était que les joueurs étaient capables de se concentrer sur des positions au lieu de développer toutes les lignes de jeu jusqu'à leur conclusion. Holfstadter écrit : « Dans les premiers temps de la programmation des échecs, les gens avaient l'habitude d'estimer qu'il faudrait dix ans pour qu'un ordinateur (un programme) devienne champion du monde. Mais les dix ans passés, il semblait que le jour où l'ordinateur deviendrait champion du monde était encore dix ans plus loin »  , . Il suggéra ensuite que c'était « juste une autre preuve de l'assez récursive loi de Hofstadter » .